# Pedaria morettoi
Pedaria morettoi är en skalbaggsart som beskrevs av Josso och Prévost 2003. Pedaria morettoi ingår i släktet Pedaria och familjen bladhorningar. Inga underarter finns listade i Catalogue of Life.